# Niesenflankentunnel
Der Niesenflankentunnel ist ein geplanter Tunnel im Verlauf der Lötschbergachse der Neuen Eisenbahn-Alpentransversale. Der Bau des Tunnels wurde im Rahmen der Redimensionierung der NEAT im April 1996 auf unbestimmte Zeit zurückgestellt, verblieb aber im Sachplan Verkehr des Bundesamtes für Raumentwicklung.

## Projekt
Der 4,2 km lange geplante Tunnel würde sich im Kandertal auf der nördlichen Zufahrt zum Lötschberg-Basistunnel befinden. Er führt auf der orografisch linken Talseite entlang der Flanke des namensgebenden Niesens. Das Nordportal würde in Mülenen bei der Talstation der Niesenbahn liegen, die Bahnstrecke würde in einem engen Radius in den Tunnel einbiegen. Über eine ungefähr einen Kilometer lange Gerade würde der Tunnel südwestlich in den Berg hineinführen, sich nach Süden wenden und wieder aus dem Berg hinausführen, wo er etwas südöstlich vom Bäuert Wengi bei Frutigen bei Engi-Ey ans Tageslicht kommen würde. Dort würde die Strecke in den Engstligetunnel verschwinden, der der Umfahrung von Frutigen dient.